# 라무현

라무현

라무현(Lamu County)은 케냐를 구성하는 47개 현 가운데 하나로 현도는 라무이며 면적은 6,497.7km2, 인구는 101,539명(2009년 기준)이다. 2013년에 실시된 행정 구역 개편에 따라 해안주에서 분리되어 신설되었다. 북쪽으로는 가리사현, 서쪽과 남쪽으로는 타나리버현, 동쪽으로는 인도양과 접한다.

## 인구
| 연도    | 인구    | ±%     |
| ------- | ------- | ------ |
| 1979    | 42,299  | —      |
| 1989    | 56,783  | +34.2% |
| 1999    | 72,686  | +28.0% |
| 2009    | 101,539 | +39.7% |
| 2019    | 143,920 | +41.7% |
| source: |         |        |

## 같이 보기
- 타나리버현
- 가리사현
- 몸바사현
- 킬리피현